# Vladimir Nevzorov
Vladimir Nevzorov –en ruso, Владимир Невзоров– (Maikop, URSS, 5 de octubre de 1952) es un deportista soviético que compitió en judo.
Participó en los Juegos Olímpicos de Montreal 1976, obteniendo una medalla de oro en la categoría de –70 kg. Ganó una medalla de oro en el Campeonato Mundial de Judo de 1975, y dos medallas de oro en el Campeonato Europeo de Judo en los años 1975 y 1977.

## Palmarés internacional
| Juegos Olímpicos   | Juegos Olímpicos   | Juegos Olímpicos | Juegos Olímpicos |
| Año                | Lugar              | Medalla          | Categoría        |
| ------------------ | ------------------ | ---------------- | ---------------- |
| 1976               | Montreal (Canadá)  | Medalla de oro   | –70 kg           |
| Campeonato Mundial |                    |                  |                  |
| Año                | Lugar              | Medalla          | Categoría        |
| 1975               | Viena (Austria)    | Medalla de oro   | –70 kg           |
| Campeonato Europeo |                    |                  |                  |
| Año                | Lugar              | Medalla          | Categoría        |
| 1975               | Lyon (Francia)     | Medalla de oro   | –70 kg           |
| 1977               | Ludwigshafen (RFA) | Medalla de oro   | –71 kg           |